# Johannes Murmellius
Johannes Murmellius, född omkring 1480 i Roermond, död 2 oktober 1517 i Deventer, var en nederländsk filolog, skald och skolman.
Murmellius blev 1513 rektor i Alkmaar. Han vann berömmelse hos sin samtid som författare av åtskilliga läroböcker i latinsk metrik, som kommentator av Persius satirer och Boethius verk samt som latinsk skald. Hans "Ausgewählte Werke" utgavs av Alois Bömer 1892–95.